# Messeturm
La Messeturm ou MesseTurm (en català: Torre de la Fira) és un gratacel localitzat a la zona central de la ciutat de Frankfurt del Main (Alemanya). Aquest edifici mesura 257 metres d'alçada i és la seu del Credite Suisse, Goldman Sachs i Reuters.